# Johnny Strong
John Christopher „Johnny“ Strong (* 22. Juli 1974 in Los Angeles) ist ein US-amerikanischer Schauspieler, Filmkomponist und Musiker.

## Leben
Strong spielte einige Nebenrollen in Filmen, unter anderem in Glimmer Man als Johnny Deverell, in Get Carter – Die Wahrheit tut weh als Eddie, in The Fast and the Furious als Leon und in dem Film Black Hawk Down als Delta-Scharfschütze Randy Shughart.
Seit dem Jahr 2001 veröffentlichte er Musik mit seinem Grunge-Bandprojekt Operator. Sporadisch war er auch als Filmkomponist tätig.
Seine 1997 geschlossene Ehe mit der Schauspielerin Alexandra Holden wurde später geschieden.

## Filmografie
Schauspieler
- 1996: Verführung zum Mord (Seduced by Madness: The Diane Borchardt Story, Miniserie)
- 1996: Glimmer Man (The Glimmer Man)
- 1997: Deep Running – Flucht zu zweit (On the Edge of Innocence, Fernsehfilm)
- 1997: Don’t Eat the Chili at the Detour Diner (Kurzfilm)
- 1998: Bury Me in Kern County
- 2000: Get Carter – Die Wahrheit tut weh (Get Carter)
- 2001: The Fast and the Furious
- 2001: Black Hawk Down
- 2010: Sinners & Saints
- 2016: Daylight’s End
- 2018: Cold Brook
- 2020: Invincible

Filmkomponist
- 2016: Daylight’s End
- 2020: Invincible
- 2010: Sinners & Saints